# Deeyah Khan
Deeyah Khan (urdu: دیا خان, ur. 7 sierpnia 1977 w Oslo) – norweska dokumentalistka i działaczka praw człowieka, założycielka i prezeska niezależnej firmy produkcji filmowej i muzycznej (Fuuse).

## Życiorys
Urodzona w rodzinie imigrantów muzułmańskich: ojciec pochodzi z pakistańskiego Pendżabu, matka jest Pasztunką z Afganistanu. 
W dzieciństwie uczyła się gry na tradycyjnych instrumentach i śpiewu w muzyce etnicznej Azji Południowej. Po raz pierwszy wystąpiła publicznie w wieku 7 lat, a w wieku 8 lat wzięła udział w programie telewizyjnym. Uczestniczyła także w nagraniu płyty Jana Grabarka Ragas and Sagas. Jej publiczne występy były gwałtownie krytykowane przez społeczność muzułmańską, która nie akceptuje kobiet w takiej roli; po kolejnym ataku podczas własnego koncertu, w wieku 17 lat zdecydowała się wyjechać do Londynu.
W 2006 wydała singiel What Will it Be. W teledysku obrazy osób, zwłaszcza kobiet, są wyświetlane na nagich plecach Deeyah. Każda osoba to ktoś, kto został zamordowany za swoje indywidualne wybory. Z powodu protestów i gróźb społeczności muzułmańskiej teledysk przestał być upubliczniany i został udostępniony wyłącznie do pobrania na iTunes. Z powodu obaw o bezpieczeństwo osobiste postanowiła zrezygnować z własnych nagrań. W 2007 wydała ostatni album Ataraxis z towarzyszeniem pianisty jazzowego Boba Jamesa, gitarzysty Andy Summers'a i norweskiego trębacza Nilsa Pettera Molværa. Od tej pory działa jako producent muzyczny m.in. tworząc platformy dla muzyków i artystów, którzy są prześladowani lub dyskryminowani za swoją twórczość.
W 2012 zadebiutowała jako reżyserka i producent filmowy filemm dokumentalnym Banaz: A Love Story, podejmującym problem zabójstw honorowych. W Polsce pokazany został podczas festiwalu filmów dokumentalnych Watch Docs w 2013, w kinach dystrybuowany jako Honorowe zabójstwo Banaz. Z filmu korzystała policja brytyjska w szkoleniach nt. przeciwdziałania honorowym zabójstwom. 

## Filmografia
- 2020: Muslim In Trump’s America
- 2020: America’s War On Abortion
- 2017: White Right: Meeting The Enemy
- 2016: Islam's Non-Believers
- 2015: Jihad: A Story of the Others
- 2012: Banaz: a Love Story

## Wybrane nagrody i zaszczyty
- 2018 otrzymała doktorat honoris causa Emerson College za osiągnięcia jako dokumentalistka[6];
- 2017 film White Right: Meeting The Enemy otrzymał Nagrodę Emmy w kategorii „Sprawy bieżące”;
- 2016 mianowana ambasadorem dobrej woli UNESCO na rzecz wolności artystycznej i kreatywności (jest pierwszą osobą pochodzącą z Norwegii, która została mianowana ambasadorem dobrej woli UNESCO oraz pierwszym ambasadorem w tej kategorii)[7];
- 2016 nagroda Peer Gynta przyznawana za rozsławienie Norwegii na arenie międzynarodowej;
- 2016 nagroda Gunnar Sønstebys Memorial Fund, przyznawana osobom lub organizacjom, które bronią podstawowych wartości demokracji oraz umacniają wolność i niezależność kraju;
- 2015 nagroda Human Rights Uniwersytetu w Oslo za bycie orędownikiem praw kobiet i wolności słowa dzięki swojej sztuce i aktywizmowi;
- 2013 film Banaz: a Love Story otrzymał m.in. Peabody Award[8] i Nagrodę Emmy w kategorii „Najlepszy dokument”[5].